# Колібрі малахітовий
Колі́брі малахітовий (Abeillia abeillei) — вид серпокрильцеподібних птахів родини колібрієвих (Trochilidae). Мешкає в горах Мексики і Центральної Америки. Це єдиний представник монотипового роду Малахітовий колібрі (Abeillia).

## Опис
Довжина птаха становить 7—8,6 см, вага 2,7—3,5 г. У самців номінативного підвиду верхня частина тіла бронзово-зелена, блискуча. Хвіст доволі широкий, роздвоєний. Центральна пара стернових пер бронзово-зелена, решта чорні з легким синім або бронзовим відблиском, кінчики у стернових пер коричнювато-сірі. За очима помітні білі плями. Підборіддя і верхня частина горла смарагдово-зелені, металево-блискучі, нижня частина горла чорна або тьмяно-бронзово-зелена, металево-блискуча. Решта нижньої частини тіла темно-коричнювато-сіра з металевим бронзово-зеленим відблиском, за винятком живота. Нижні покривні пера хвоста бронзово-зелені з металевим відблиском і широкими коричнювато-сірими краями. Дзьоб короткий, прямий, чорний, довжиною 9,8 мм.
Забарвлення самиць є подібне до забарвлення самців, однак металево-блискуча пляма на горлі у них відсутня, нижня частина тіла у них повністю блідо-сіра, боки поцятковані зеленими, металево-блискучими плямами. Представники підвиду A. a. aurea є меншими, ніж представники номінативного підвиду. Там, де самці номінативного підвиду бронзово-зелені, самці підвиду A. a. aurea золотисто-зелені.

## Підвиди
Виділяють два підвиди:
- A. a. abeillei (Lesson, RP & Delattre, 1839) — від південно-східної Мексики до північного Гондурасу;
- A. a. aurea Miller, W & Griscom, 1925 — південь Гондурасу і північ Нікарагуа.

## Поширення і екологія
Малахітові колібрі мешкають в Мексиці, Гватемалі, Сальвадорі, Гондурасі і Нікарагуа. Вони живуть у вологих вічнозелених гірських лісах та в соснових гірських лісах. Зустрічаються на висоті від 1000 до 2200 м над рівнем моря. Живляться нектаром квітів з родин маренових, вербенових і анітових, яких шукають низько над землею, а також дрібними комахами, яких збирають з листя, квітів і гілочок, зависаючи в повітрі. Самці захищають кормові території. Гніздування в Мексиці відбувається у лютому-березні. Гніздо чашоподібне, глибоке, розміщується в підліску.